# Фишер, Бернард Фрэнсис
Бернард Фрэнсис Фишер (англ. Bernard Francis Fisher; 11 января 1927 — 16 августа 2014) — полковник ВВС США, участник Вьетнамской войны. За спасение сбитого пилота во время сражения за лагерь спецназа А-Шау был удостоен Медали Почёта — высшей военной награды США.

## Биография
Родился в Сан-Бернардино, Калифорния. В конце Второй мировой войны Фишер короткое время служил в ВМС США, а в 1947—1950 годах — в ВВС Национальной гвардии. Учился в колледже, с 1949 года — в университете Юты. В 1951 году он вступил в военно-воздушные силы. Долгое время служил в Командовании ПВО и летал на перехватчике F-104. В 1965 году добровольцем попал во Вьетнам. Там он находился в 1-й эскадрилье воздушных коммандос, вооружённой штурмовиками A-1 «Скайрейдер»; за год участия в боевых действиях выполнил 200 вылетов.
9 марта 1966 года лагерь американского спецназа в долине А-Шау был атакован полком северовьетнамской армии. Майор Фишер отличился уже в первый день сражения, практически взяв на себя функцию авианаводчика, контролируя удары авиации и сброс боеприпасов и медикаментов защитникам лагеря, за что позднее был награждён Серебряной звездой. Силы были слишком неравны, и уже 10 марта стало очевидным, что лагерь обречён. Во второй половине дня была организована эвакуация уцелевших вьетнамских ополченцев и «зелёных беретов» вертолётами морской пехоты, при этом многие вертолёты получили повреждения от чрезвычайно плотного зенитного огня противника. За несколько часов до эвакуации Фишер в составе звена «Скайрейдеров» участвовал в очередном бомбовом ударе по вьетнамским позиция. Один штурмовик был подбит огнём с земли, загорелся и совершил вынужденную посадку на брошенную взлётно-посадочную полосу возле лагеря. Сбитый пилот майор Майерс оказался довольно близко от позиций противника, защитники лагеря не могли ему помочь. Полагая, что Майерс серьёзно ранен (он выбрался из самолёта в горящем комбинезоне), и не видя иных возможностей его спасения, Фишер посадил свой A-1 на ту же самую ВПП, чтобы подобрать Майерса. Посадка сама по себе была сложной, так как полоса была покрыта воронками от снарядов и бомб, кроме того, на ней валялись пустые бочки, снарядные гильзы и другой мусор. Находясь под постоянным огнём, Фишер оставался на земле, пока Майерс не забрался в кабину его самолёта (штурмовик A-1E рассчитан на двух пилотов, но во Вьетнаме экипаж обычно состоял из одного человека), после чего благополучно взлетел. Когда они вернулись на базу, в самолёте Фишера насчитали 19 пулевых пробоин.
В январе 1967 года Бернард Фишер получил Медалью Почёта из рук президента Линдона Джонсона. Он оставался в военно-воздушных силах до 1974 года. После ухода в отставку жил со своей семьёй в городе Куна, Айдахо. Его жена Риалла умерла в 2008 году; сын Стивен служит в ВВС США.

## Увековечивание памяти
В честь Бернарда Фишера названы мемориальный парк ветеранов в Куна, участок шоссе 193 возле авиабазы Хилл, комната на авиабазе ВВС США Кадена (Япония) и судно-контейнеровоз «Майор Бернард Ф. Фишер» (Maj. Bernard F. Fisher, T-AK-4396). Его штурмовик отреставрирован и находится в экспозиции Национального музея ВВС США.